# Двухголовый мальчик из Бенгалии
Двухголовый мальчик (1783, Мундул-Гаут — 1787, Калькутта). — первый задокументированый случай паразитарных краниопагов, единственный случай, когда на голове ребенка была еще одна полностью развитая голова.

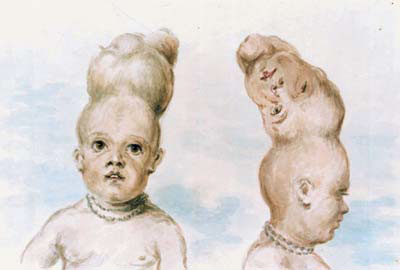

Акушерка, принимавшая роды, была так напугана его видом, что попыталась убить младенца, бросив его в огонь. Ребёнка удалось спасти с ожогами одного глаза и уха. Родители, оправившись от первоначального шока, начали рассматривать новорожденного как возможность заработать деньги, и с этой целью уехали из своей деревни в Калькутту, где можно было показывать его за деньги. Двухголовый мальчик из Бенгалии привлек к себе большое внимание и принес семье изрядную сумму денег. В перерывах между представлениями, чтобы толпа не могла смотреть на него бесплатно, родители прятали ребёнка, обычно под простыней, иногда часами. Когда его слава распространилась по Индии, дворяне, государственные служащие и чиновники приглашали ребёнка и его родителей к себе домой на частные выставки, где гости могли детально рассмотреть двухголового ребёнка. Одним из таких наблюдателей был полковник Пирс, который описал эту встречу в переписке с президентом Королевского общества сэром Джозефом Бэнксом, и уже сэр Бэнкс передал сообщение хирургу Эверарду Хоуму. Эти люди потом сыграют свою роль в посмертной судьбе двухголового мальчика из Бенгалии.
Под «двуглавым» человеком обычно подразумевают две головы, растущие рядом с одной шеей, но в данном случае вторая голова мальчика росла поверх другой. Она была перевернутой, находилась на темени основной головы и заканчивалась культей, похожей на шею. У второй головы были уродливые уши, маленький язык, уменьшенная нижняя челюсть, но в остальном обе головы были одинакового размера и на них росли черные волосы. Вторая голова жила своей жизнью, независимо от основной головы. Когда ребёнок плакал или улыбался, черты верхней части головы не всегда соответствовали эмоциям ребёнка. Когда ребёнок спал, вторая голова могла бодрствовать, и её глаза двигались, как бы наблюдая за окружающими.
Вторая голова реагировала на внешние раздражители. Пощипывание за щеку вызвало гримасу, а когда ей давали грудь, её губы попытались сосать. Она также много слезилась и слюнявилась. Однако корнеальный рефлекс (реакция, в ходе которой в ответ на раздражитель смыкается глазная щель) отсутствовал, глаза слабо реагировали на свет.
Несмотря на причудливый вид, мальчик, видимо, не страдал от каких-либо побочных эффектов из-за своего состояния.

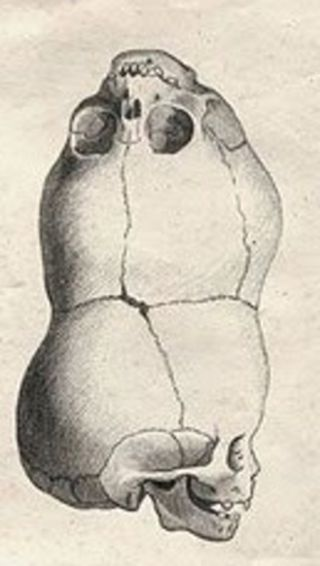
Череп двухголового мальчика из Бенгалии

Однажды, когда ребёнку было 4 года, мать оставила его одного и пошла за водой. Вернувшись, она увидела, что ребёнок умер от укуса кобры. Многие анатомы предлагали купить труп, но религиозные родители не могли допустить такого надругательства. Ребёнок был похоронен у реки Бупнорайн, недалеко от города Тамлох, но его могила была ограблена мистером Дентом, торговцем солью Ост-Индской компании. Он вскрыл разложившееся тело и передал череп капитану Бьюкенену из Ост-Индской компании. Позже капитан привез череп в Англию и передал его своему другу Эверарду Хоуму. Череп Бенгальского мальчика до сих пор можно увидеть в Хантерианском музее Королевского колледжа хирургов.